# S&P 500
S&P 500 (Standard & Poor's 500), er et aktieindeks over 500 store amerikanske virksomheder. Indekset blev oprettet i 1957. Ti af virksomhederne er dog teknisk set ikke hjemmehørende i USA. Aktierne udvælges af en komité, som repræsenterer et bredt udsnit af alle amerikanske industrier, og altså ikke blot de 500 største virksomheder.
Virksomhedernes størrelse er målt på omsætning i aktien, så det er de mest handlede der ligger under S&P 500.
Indekset er markedsvægtet ligesom det danske OMXC20 indeks, men er siden 2005 et ''float''-justeret indeks, som det danske OMXCB. At det er ''float''-justeret vil sige, at kun aktier tilgængelige i fri handel indgår i indekset, altså f.eks. ikke aktier ejet af kapitalfonde eller lignende.
Aktieindekset styres af virksomheden Standard & Poors (S&P), som er en division af virksomheden McGraw-Hill, som bl.a. udgiver finansielle publikationer og analyser. S&P har i lighed med Københavns Fondsbørs en række andre indeks, som følger forskellige segmenter af aktiemarkederne, både i USA og internationalt.

## S&P 500 futures
Verdens måske mest toneangivende "future" (kontrakt om at kunne købe indekset til en given kurs på et givent tidspunkt) hedder S&P 500 futures. Stiger S&P 500 Futures, så stiger alverdens aktiemarkeder typisk efterfølgende, og omvendt falder S&P 500 Futures, så falder alverdens aktiemarkeder. Senest (nov. 2014) har der været børsmæglere, som har givet udtryk for, at Federal Reserve, den amerikanske nationalbank, i oktober 2014 har holdt en hånd under S&P 500 Futures, dvs. købt disse kontrakter til stigende kurser. Det er muligvis ikke ulovligt, men det ændrer i al fald spillereglerne på verdens aktiemarkeder - fra at være handels betingede til at være politisk betingede - hvis det viser sig at være korrekt.
 Der er for få eller ingen kildehenvisninger i denne artikel, hvilket er et problem. Du kan hjælpe ved at angive troværdige kilder til de påstande, som fremføres i artiklen.